# Хисар (Нигослав)
Хисар (на гръцки: Παλιόκαστρο Νικόκλειας, старо Ισάρ, Исар) е археологически обект край нигритското село Нигослав (Никоклия), Гърция.

## Местоположение
Крепостта е разположена в Богданската планина, на около 4 km запад-югозапад от Нигослав (Никоклия) и на същото разстояние юг-югозапад от Копач (Верга). Хълмът е обрасъл с гъста растителност и представлява естествено укрепление, в подножието му текат два потока.

## История
Крепостта вероятно е антична с незначителна средновековна употреба. Смята се, че тук е имало римска станция, която е действала през Късната античност, тоест допреди VI век.
През римския период оттук минава основно отклонение от Виа Егнация, което започва от Амфиполис и завършва в Хераклея Синтика. Според Tabula Peutingeriana – средновековно копие на древна карта на пътната мрежа на Римската империя станциите на отклонението са Trinlo – античният Трагилос, първа станция след Амфиполис, Graero при днешното село Черпища (Терпни), Arason, Euporia, която може би е Хисар при Салтъкли и Хераклея Синтика.
Изказвани са предположения, че Нигославският Хисар е Арасон и ако е така, той може да бъде идентифициран с древния Аролос, който може да е оцелял до славянските нашествия.

## Описание
От крепостта, която в оригиналната си форма е обграждала върха на хълма, са оцелели няколко разпръснати части. Най-големата е с дължина 3,5 m. Зидарията му се състои от недялани сиви камъни, както и от плочи, свързани с варов хоросан и на няколко места с плочки между тях. Максималната височина от южната страна, където добре се вижда основата на кулата, достига 2,5 m. Дебелината на зидовете е около 1,5 m.
В района е открита малко повърхностна керамика от късноримско време. Стар калдъръмен път завършва от южната страна на замъка и там може да е имало порта.